# كفر الباز
قرية كفر الباز هي إحدى القرى التابعة لمركز دكرنس في محافظة الدقهلية في جمهورية مصر العربية. حسب إحصاءات سنة 2006، بلغ إجمالي السكان في كفر الباز 3452 نسمة، منهم 1743 رجل و1709 امرأة.